# Liste iranischer Nationalparks
Dies ist eine Liste iranischer Nationalparks (persisch پارک‌های ملی ایران).

## Schutzgebiete im Iran
Der Iran ist eines der wichtigsten Länder im Nahen Osten für den globalen Biodiversitätsschutz. Das große Land weist eine große Spannbreite an Habitaten auf. Gleichzeitig hat Iran etliche Umweltprobleme wie Degradierung und Verschmutzung von Luft, Wasser und Böden. Viele dieser anthropogenen Einflüsse wirken auch auf die geschützten Naturräume des Landes.
Naturschutz wird vom iranischen Staat als eine hoheitliche Aufgabe angesehen. Initiativen zum Naturschutz starteten bereits im Schah Regime in den 1970er Jahren mit der Ausweisung erster Nationalparks und Schutzgebiete. Rund 10 Prozent des Landes besteht aus Gebieten mit einem Schutzstatus. Privates Engagement gegen Umweltverschmutzung ist ein hochpolitisches und gleichzeitig sensibles Thema. Der Iran leidet unter großer Wasserknappheit, dennoch ist die Zerstörung der Natur und Wäldern und vor allem der Wasserreservoire aus Wirtschaftsinteressen eine gängige Praxis. An vielen Wirtschaftsunternehmen, die Natur und Umwelt degradieren, sind die Revolutionsgarden oder andere staatliche Einrichtungen finanziell beteiligt.
2016 stieß die Michael Succow Stiftung unterstützt vom UBA ein Projekt zur Analyse der naturräumlichen Potentiale für grenzübergreifende Naturschutzzusammenarbeit in der Grenzregion zwischen dem Iran und Armenien an.
Im Januar 2018 wurden acht iranische Umweltaktivisten und Naturschützer von den iranischen Revolutionsgarden verhaftet. Sie wurden wegen Spionage und Hochverrat angeklagt.

## Nationalparke
- Golestan-Nationalpark
- Sisangan-Nationalpark
- Kavir-Nationalpark
- Tandure-Nationalpark
- Chodschir und Sorche Hesar-Nationalpark
- Bachtegan-Nationalpark
- Bambo-Nationalpark, bei Schiras
- Urmiasee-Nationalpark
- Turán-Nationalpark

## Wildtierschutzgebiete
- Charturan-Nationalpark, Wildtierschutzgebiet und Biosphären-Reservat
- Naybandan-Wildtierschutzgebiet
- Dar-e Andschir-Wildtierschutzgebiet
- Miandascht-Wildtierschutzgebiet

## Schutzgebiete
- Bafq-Schutzgebiet
- Oschtoran-Kuh-Schutzgebiet
- Hamoon-Feuchtgebiete
- Hara-Schutzgebiet
- Gano-Schutzgebiet
- Lar-Schutzgebiet
- Zentrales Alborz-Schutzgebiet
- Arasbaran-Schutzgebiet
- Ardschan-Schutzgebiet
- Miankale-Schutzgebiet
- Turán-Schutzgebiet (auch Nationalpark Jar Turán oder Touran) ist ein Gebiet mit Steppenlandschaften und 2.000 m hohen Bergen und Salzseen in der Kavir-e-Namak-Wüste. Im Gebiet leben Geparden.
- Nažvan Suburbaner Naturpark, bei Isfahan